# Tapirus kabomani
Espèce
Répartition géographique
   ////  Zones de présence confirmée de T. kabomani 

Statut de conservation UICN

 DD  : Données insuffisantes
Tapirus kabomani, communément appelé Petit Tapir noir, est l'une des cinq espèces de tapirs connues et la plus petite décrite. Vivant en Amérique du Sud, principalement dans l'environnement de la forêt amazonienne, sa découverte a été publiée en 2013,.

## Étymologie
Son nom spécifique, kabomani, vient du nom vernaculaire local en langue paumarí, « Arabo kabomani », désignant cette espèce.

## Description
Depuis sa découverte en 2013, il s'agit de la plus petite espèce connue de tapirs, avec un poids estimé à 110 kg et une taille de 130 cm de long et 90 cm au garrot, délogeant le Tapir des montagnes (Tapirus pinchaque) pour ce titre. C'est également la première espèce de tapirs décrite depuis 1865 et le plus gros mammifère terrestre nouveau identifié depuis 1992 (avec le Saola au Vietnam). Son identification s'est faite sur la caractérisation des différences morphologiques des crânes trouvés, puis sur l'obtention de photos de l'animal.

## Aire géographique
Connu de longue date des populations indigènes locales, les Karitiana (et déjà envisagé en 1912 à la suite de l'obtention d'un spécimen potentiel), sa découverte scientifique a été faite au Brésil, dans la zone de l'Amazonie, de Rondônia et du Mato Grosso. Il est supposé être également présent dans l'Amapá, en Colombie et le sud de la Guyane.

## Phylogénie
D'après les résultats génétiques obtenus par Cozzuol et al. sur l'ADN mitochondrial des cinq espèces de Tapir, Tapirus kabomani se place entre Tapirus bairdii (espèce basale dont il a divergé il y a entre 3,16 et 7,55 Ma) et Tapirus terrestris et Tapirus pinchaque (espèces dérivées ayant divergé entre 0,288 et 0,652 Ma) :
|  | T. kabomani                                                                                            |
|  | |
|  | \| \| T. terrestris (Tapir du Brésil) \| \| \| \| \| \| T. pinchaque (Tapir des montagnes) \| \| \| \| |
|  | |
|  | T. terrestris (Tapir du Brésil)                                                                        |
|  | |
|  | T. pinchaque (Tapir des montagnes)                                                                     |
|  | |

|  | T. terrestris (Tapir du Brésil)    |
|  |                                    |
|  | T. pinchaque (Tapir des montagnes) |
|  |                                    |

|  | T. kabomani                                                                                            |
|  | |
|  | \| \| T. terrestris (Tapir du Brésil) \| \| \| \| \| \| T. pinchaque (Tapir des montagnes) \| \| \| \| |
|  | |
|  | T. terrestris (Tapir du Brésil)                                                                        |
|  | |
|  | T. pinchaque (Tapir des montagnes)                                                                     |
|  | |

|  | T. terrestris (Tapir du Brésil)    |
|  |                                    |
|  | T. pinchaque (Tapir des montagnes) |
|  |                                    |

|  | T. kabomani                                                                                            |
|  | |
|  | \| \| T. terrestris (Tapir du Brésil) \| \| \| \| \| \| T. pinchaque (Tapir des montagnes) \| \| \| \| |
|  | |
|  | T. terrestris (Tapir du Brésil)                                                                        |
|  | |
|  | T. pinchaque (Tapir des montagnes)                                                                     |
|  | |

|  | T. terrestris (Tapir du Brésil)    |
|  |                                    |
|  | T. pinchaque (Tapir des montagnes) |
|  |                                    |

|  | T. kabomani                                                                                            |
|  | |
|  | \| \| T. terrestris (Tapir du Brésil) \| \| \| \| \| \| T. pinchaque (Tapir des montagnes) \| \| \| \| |
|  | |
|  | T. terrestris (Tapir du Brésil)                                                                        |
|  | |
|  | T. pinchaque (Tapir des montagnes)                                                                     |
|  | |

|  | T. terrestris (Tapir du Brésil)    |
|  |                                    |
|  | T. pinchaque (Tapir des montagnes) |
|  |                                    |